# Kinesisk eldbukssalamander
Kinesisk eldbukssalamnder, Cynops orientalis, är ett groddjur av släktet Eldbukssalamandrar. 

## Utseende
Arten har svart rygg och orange/röd buk med svarta prickar. Honorna är större än hanarna; honan kan bli upptill 8 cm lång, medan hanen inte blir större än 6 till 6,5 cm. Sexuellt mogna hanar har en svullen kloak besatt med mörkbruna vårtor.

## Vanor
Arten lever i stillastående vatten som dammar, risfält och liknande på mellan 30 och 1 000 meters höjd. De lever på smådjur som maskar och insektslarver. 

### Fortplantning
Den kinesiska eldbukssalamandern leker från mars till juli, när vattentemperaturen är mellan 15 och 23 °C. Som hos de flesta vattenlevande salamandrar avsätter hanen på bottnen, efter ett parningsspel, en spermatofor, som honan tar upp med sin kloak. Efteråt kan hanen nafsa i honan och hålla kvar henne, troligtvis för att hindra att hon betäcks av andra hanar. Honan lägger därefter ägg på bladen av vattenväxter nära ytan, 1 till 4 ägg på varje blad. Upp till 100 ägg kan läggas varje parningssäsong. De kläcks efter 13 till 24 dagar.

## Utbredning
Arten finns i södra Kina, där den lever i stillastående vattensamlingar som dammar, risfält och källor. Den är vanlig, och klassad av IUCN som livskraftig ("LC"). Den är emellertid på tillbakagång; främsta orsakerna är habitatförlust och insamling till den kommersiella handeln med sällskapsdjur.

## Sällskapsdjur
Kinesiska eldbukssalamandern är ett populärt sällskapsdjur som i fångenskap äter mygglarver, maskar och flugor, och är väldigt glupska; de kan lätt äta ihjäl sig.